# Ceramica Ferretti
La ceramica Ferretti fu prodotta a Lodi nel XVIII secolo e ad inizio del XIX secolo e rappresenta uno degli esempi più importanti della produzione di ceramica a Lodi. 

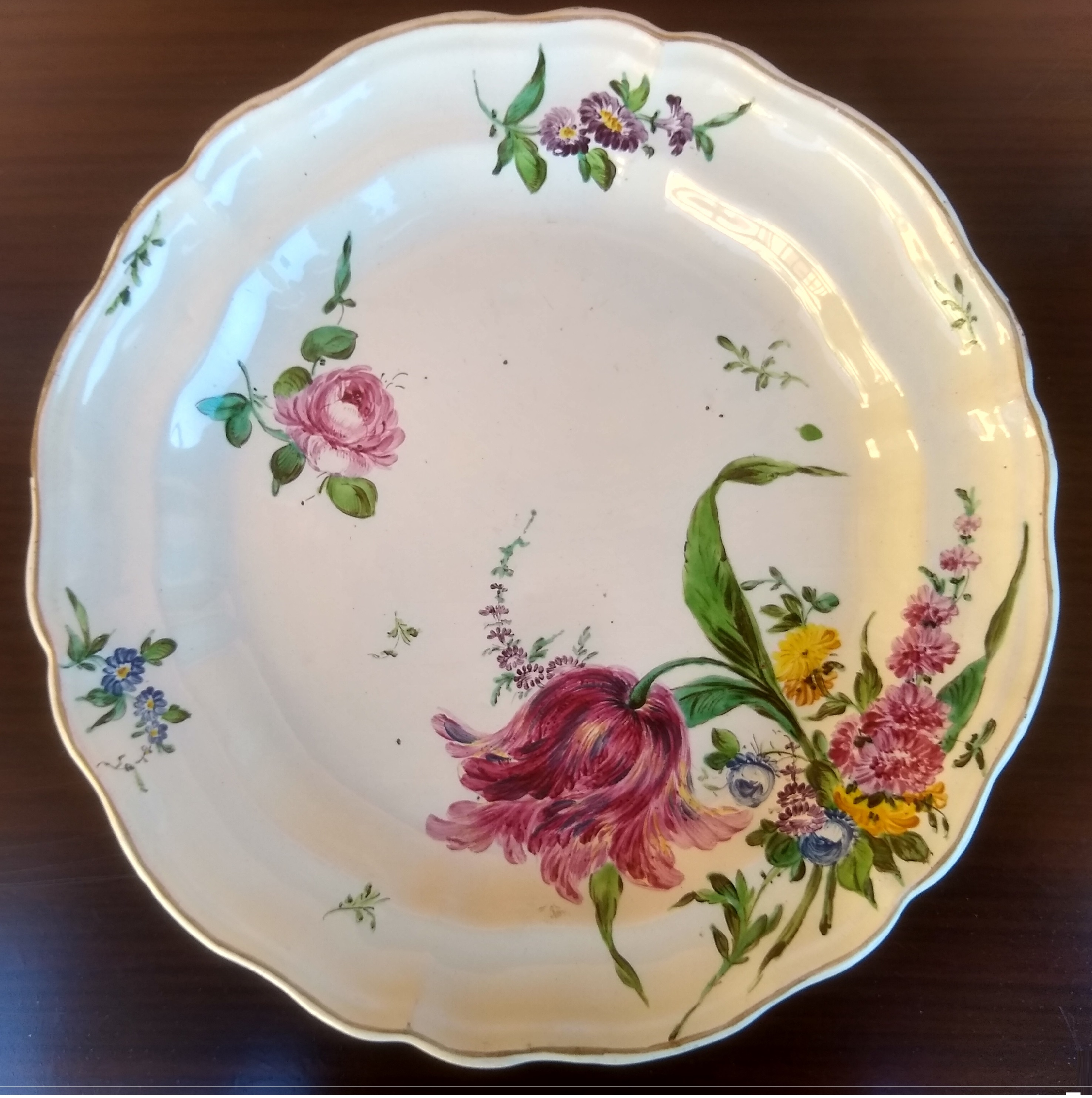
Piatto in maiolica di Lodi con decoro floreale, cottura a piccolo fuoco, fabbrica Ferretti, periodo 1770-75

## Storia
La fabbrica fu avviata da Simpliciano Ferretti che acquistò due fornaci già esistenti, la prima nel 1725, la seconda nel 1728. Acquistò anche tre pertiche di terra di Stradella, una terra particolarmente adatta per la produzione di ceramica, e una mulinetta per macinare i componenti delle vernici.
L'ubicazione vicino all'Adda della prima fabbrica facilitava il commercio e l’approvvigionamento dei materiali.
Simpliciano morì tra il 1748 e il 1750 e la fabbrica fu ereditata dal figlio Antonio.  Antonio fu un abile imprenditore e seppe introdurre varie innovazioni. Data la sua collocazione vicino all'Adda, la fabbrica fu danneggiata durante la Battaglia del ponte di Lodi tra Napoleone e le truppe austriache nel 1796, ma rimase comunque attiva.
Antonio morì nel 1810 e la fabbrica passò sotto la direzione del nipote Simpliciano Poli. Fu poi venduta alla famiglia Dossena nel 1823.

## Tecniche
La produzione della prima metà del XVIII secolo, sotto la direzione di Simpliciano Ferretti, utilizzava la tecnica del gran fuoco, con due cotture a circa 950 °C. Con la prima cottura si consolidava il manufatto che poteva poi essere smaltato e quindi, con lo smalto ancora non cotto, colorato. Il numero di colori utilizzabili era ridotto a quelli che potevano resistere all'alta temperatura della seconda cottura. Inoltre, poiché si dipingeva sullo smalto crudo, quindi su una superficie porosa ed assorbente, eventuali errori non potevano essere corretti. La produzione sotto la direzione di Simpliciano Ferretti può essere confusa con quella della fabbrica Coppellotti, contemporanea e che utilizzava lo stesso tipo di cottura e con decori simili. Si conoscono solo 4 pezzi firmati con una ‘S’ ed una ‘F’ intrecciate.
Sotto la direzione di Antonio Ferretti, nella seconda metà del XVIII secolo, fu introdotta la tecnica del piccolo fuoco, che permise una maggiore gamma di colori più vivaci. Dopo due cotture a circa 950 °C, identiche a quelle del gran fuoco, si pitturava il manufatto sullo smalto già vetrificato con colori che si sarebbero degradati ad alta temperatura e si procedeva ad una terza cottura a circa 600-650 °C. La stesura sullo smalto già vetrificato permetteva la correzioni di eventuali errori. Uno dei nuovi pigmenti che si poterono usare grazie alla tecnica del piccolo fuoco fu il rosso della porpora di Cassio, ottenuto a partire dal cloruro d'oro, che permise l'introduzione di varie tonalità e sfumature di rosso, dal rosa al porpora.
La prima fabbrica Europea in cui si sviluppò la tecnica del piccolo fuoco fu quella di Paul Hannong a Strasburgo. Antonio Ferretti fu uno dei primi ad introdurre questa tecnica in Italia. Sotto la direzione di Antonio Ferretti comunque si continuarono a produrre anche ceramiche con la tecnica del gran fuoco.

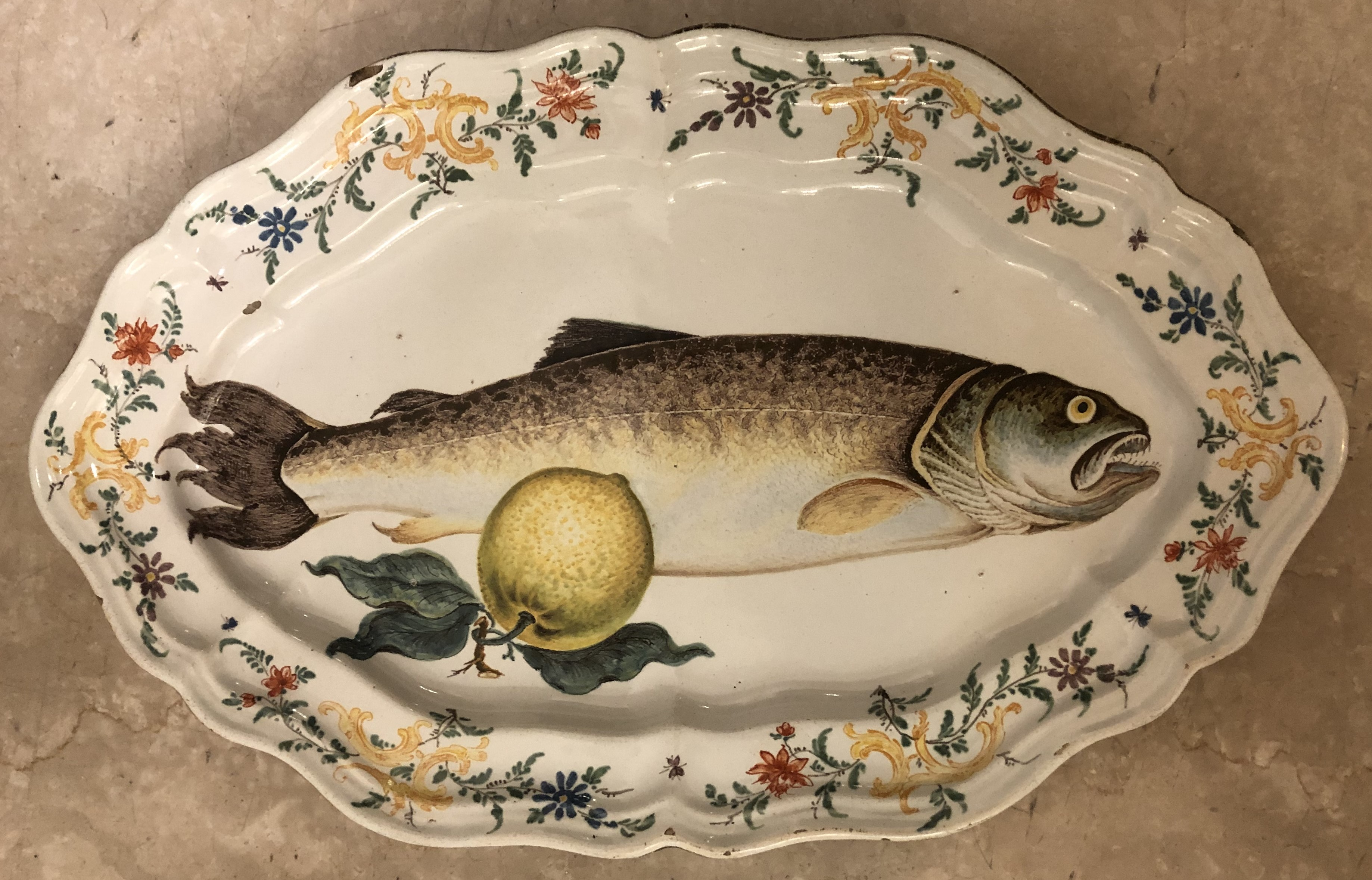
Piatto con trota, fabbrica di Antonio Ferretti, 1750-1760, cottura a gran fuoco

I piatti a piccolo fuoco di Antonio Ferretti sono spesso identificabili grazie ad una pennellata blu, allungata, sotto smalto, e dai segni lasciati dai sostegni di cottura, con piccole fratture nello smalto sul retro a gruppi di 3.
A partire dalla fine del XVIII secolo Ferretti intraprese anche la produzione di manufatti in terraglia, una ceramica a impasto bianco e corpo poroso, impermeabilizzata da una vernice piombifera trasparente, introdotta dallo Staffordshire dove fu inizialmente sviluppata nella fabbrica di Josiah Wedgwood; il costituente base della terraglia prodotta a Lodi era la terra bianca di Vicenza. Spesso queste ceramiche erano lasciate bianche o dipinte con semplici decori in blu.

## Forme e decori

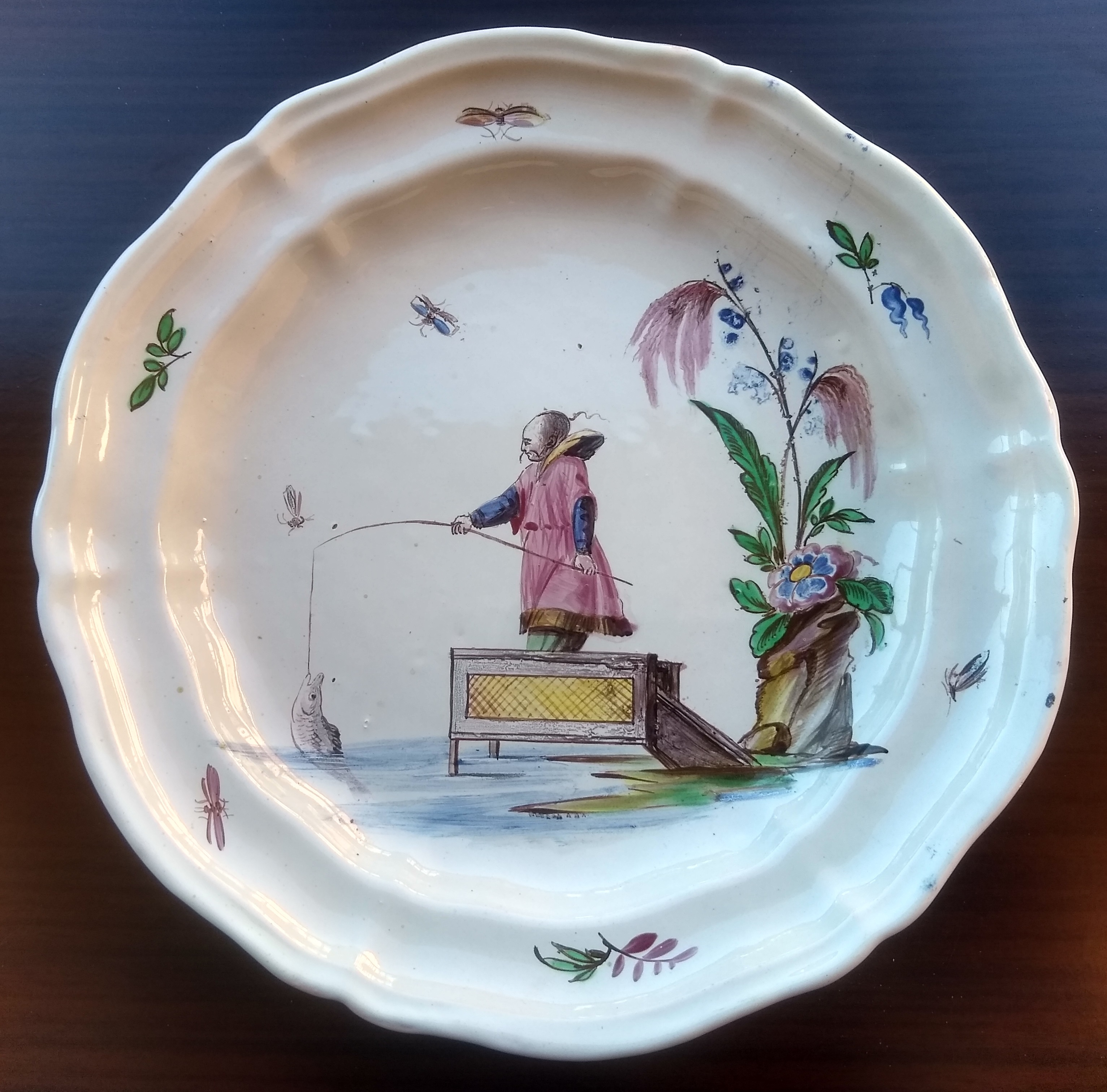
Piatto in maiolica, fabbrica Ferretti, Lodi, 1775 circa, in stile orientale

La fabbrica Ferretti produsse ceramiche in una grande varietà di forme: piatti tondi, piatti sagomati, alzate, ambrogette (piastrelle decorative), zuppiere, vasi, albarelli, caffettiere, brocche con bacile, contenitori per salsa, vasi portafiori, un mestolino, una zuppiera con scaldavivande e coperchio.  Sono conservate anche ceramiche ad uso particolare, come una fontana, un bacile da barbiere, una lampada, un orinale per donna, candelieri, una sputacchiera, una gelatiera.
Per quanto riguarda le decorazioni, sotto la direzione di Simpliciano Ferretti vennero prodotte ceramiche con decoro di ispirazione francese, detto 'Des lambrequins et rayonnants' introdotto da Rouen, con arabeschi, panneggi, graticci e composizioni geometrico-floreali, a fiori stilizzati, disposte a raggiera. 
Il decoro per cui la ceramica Ferretti è più conosciuta è quello a fiori naturalistici, che si sviluppò sotto la direzione di Antonio Ferretti. I motivi che resero possibile l'affermazione di questo tipo di decoro nella seconda metà del XVIII secolo furono due. In primo luogo la tecnica del piccolo fuoco rese possibile l’introduzione di colori più vivaci e in una gamma maggiore. Il secondo motivo è dato dall’interesse scientifico che caratterizzò la seconda meta’ del XVIII secolo, in linea con I principi dell’illuminismo. Il decoro a fiori naturalistici su ceramica in Europa si sviluppò inizialmente a Strasburgo, dove fu per prima introdotta la tecnica del piccolo fuoco; Antonio Ferretti fu uno dei primi ad adottarlo in Italia.
Ferretti dipinse fiori policromi, ma anche in monocromia verde o paonazzetto (con un pigmento violaceo a base di porpora di Cassio, ottenuta a partire dal cloruro d'oro). I più comuni sono comunque i fiori policromi, che possono essere contornati o scontornati, ossia con foglie e petali che possono o meno avere un contorno dipinto con un segno scuro in bruno di manganese. Vennero soprattutto dipinti fiori di campo, come il myosotis (nontiscordardime), il ranuncolo, il fiordaliso, la campanula, la primula e la rosa canina, selvatica, ma anche varietà coltivate di rosa, il tulipano ed il garofano. 
Oltre ai decori floreali, furono anche dipinti decori con figure cinesi e orientali e alcuni decori alla frutta, con la tecnica del piccolo fuoco; la maggior parte delle ceramiche con decori con figure di ispirazione orientale, 83 in totale, sono conservate presso i Musei del Castello Sforzesco a Milano.  Con la tecnica del gran fuoco furono decorate nature morte alla frutta, pesci, e scene istoriate, basate sui miti classici o allegorie.

## Musei
Questi sono alcuni dei musei presso i quali sono conservate ceramiche Ferretti:
- Museo civico di Lodi
- Musée national de Céramique (Sèvres)
- Museo civico d'arte antica di Palazzo Madama e Casaforte degli Acaja a Torino
- Musei del Castello Sforzesco a Milano
- Musei di Strada Nuova a Genova
- Museo Gianetti, Saronno
- Accademia Tadini, Lovere